# Цюрихский оперный театр
Цюрихский оперный театр (нем. Opernhaus Zürich) — оперный театр в городе Цюрих, Швейцария, место размещения цюрихской оперы с 1891 года.
Первый постоянный театр, Aktientheater, был построен в 1834 году. Этот театр был в фокусе деятельности Рихарда Вагнера в период его «ссылки» из Германии. Здание театра сгорело в 1890 году. Труппа переехала в перестроенное здание театра Stadttheater Zurich (городской театр Цюриха). Этот театр, являвшийся главной площадкой города для проведения драматических, оперных и музыкальных представлений до 1925 года, был затем переименован в Цюрихский оперный театр. Было построено отдельное здание.
К началу 1970-х годов здание оперного театра нуждалось в капитальном ремонте. Существовала точка зрения, что театр нецелесообразно реставрировать, и была выдвинута идея строительства нового театра. Тем не менее, в 1982-84 гг. была осуществена перестройка здания. В городе имели место массовые акции протеста против перестройки здания.
Обновленный театр начал свою работу с постановки оперы Рихарда Вагнера «Нюрнбергские мейстерзингеры» и мировой премьеры оперы швейцарского композитора Рудольфа Кельтерборна «Вишневый сад» (по одноименной пьесе А. Чехова).
После реконструкции здание театра стало представлять собой богато декорированное сооружение с неоклассическим фасадом из белого и серого камня, украшенным бюстами Вебера, Вагнера и Моцарта. Также установлены бюсты Шиллера, Шекспира и Гёте. Зрительный зал оформлен в стиле рококо и вмещает около 1200 зрителей.
В настоящее время, Цюрихский оперный театр является акционерным обществом, финансирование которого осуществляет кантон Цюрих, а основными спонсорами являются оба крупнейших банка Швейцарии - Credit Suisse и UBS.

## Галерея

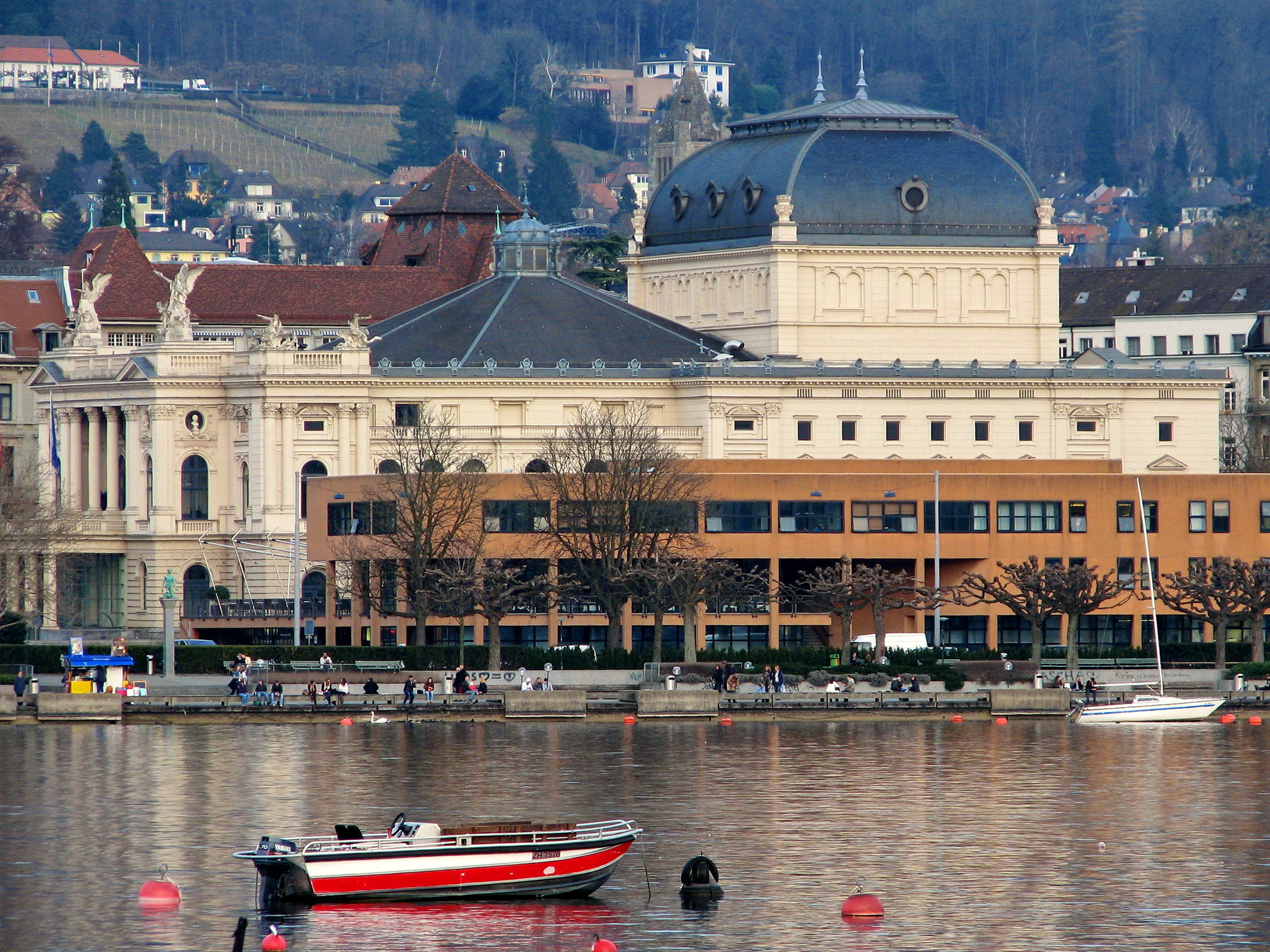
Оперный театр со стороны Цюрихского озера
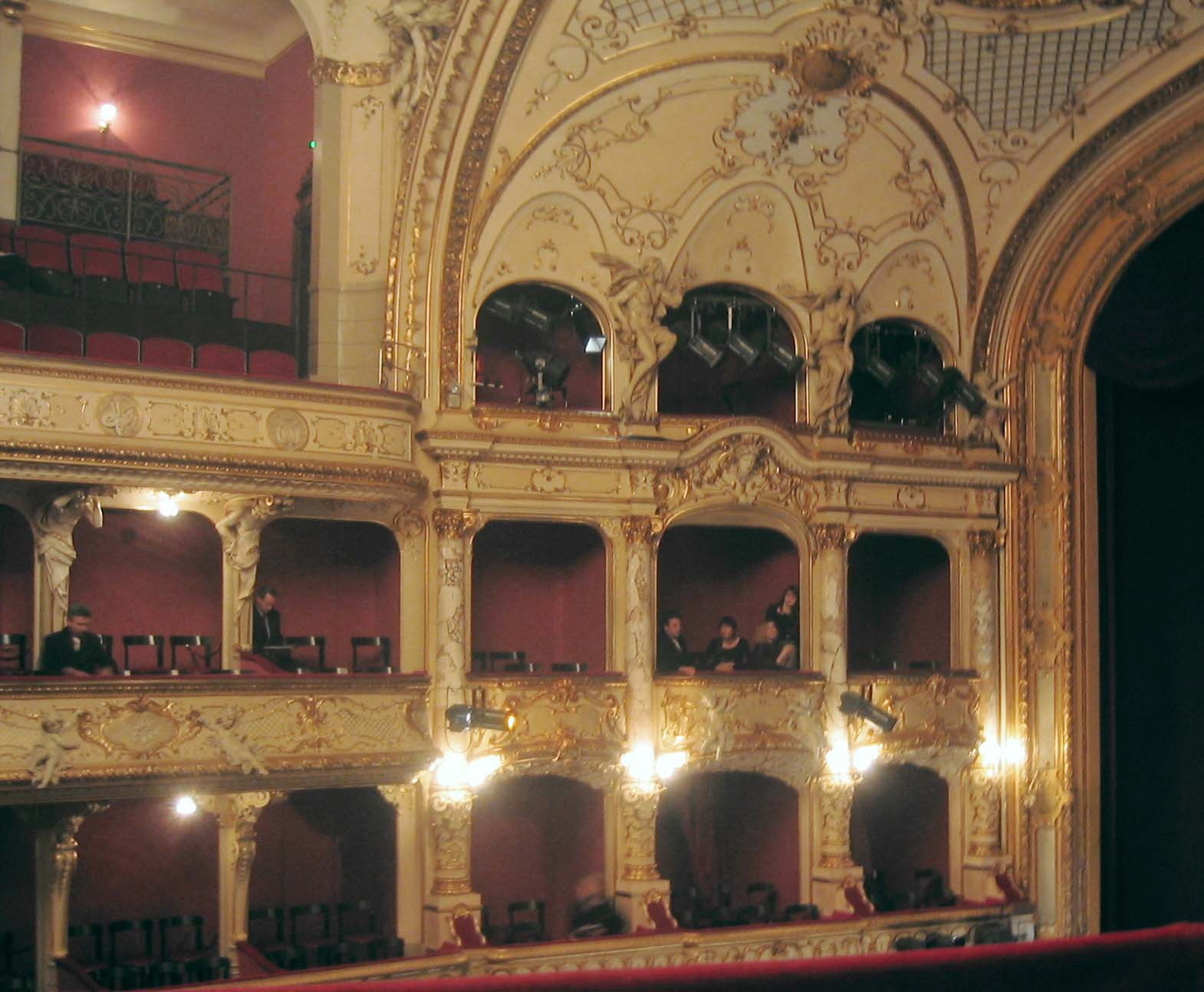
Интерьер зрительного зала
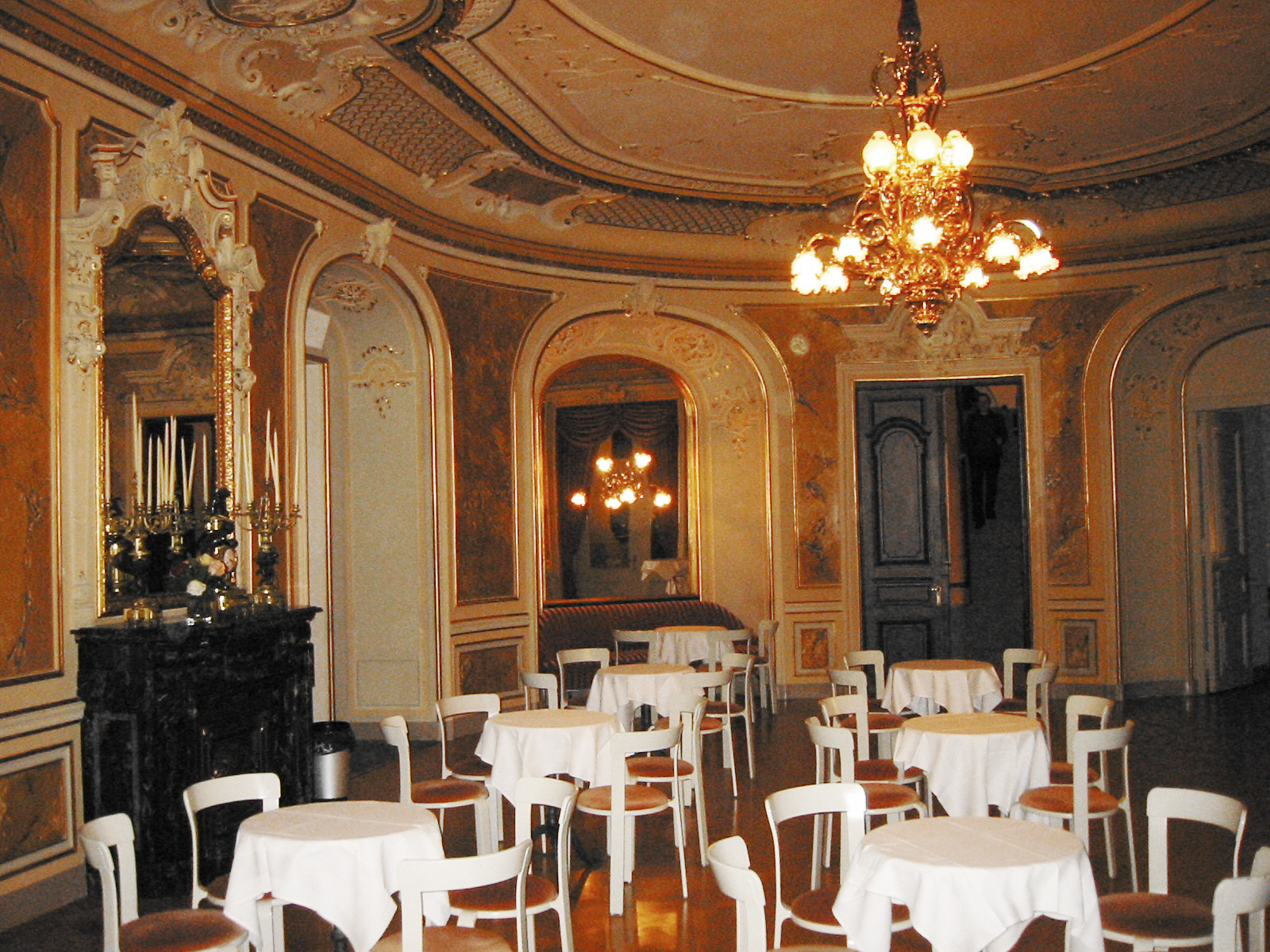
Фойе
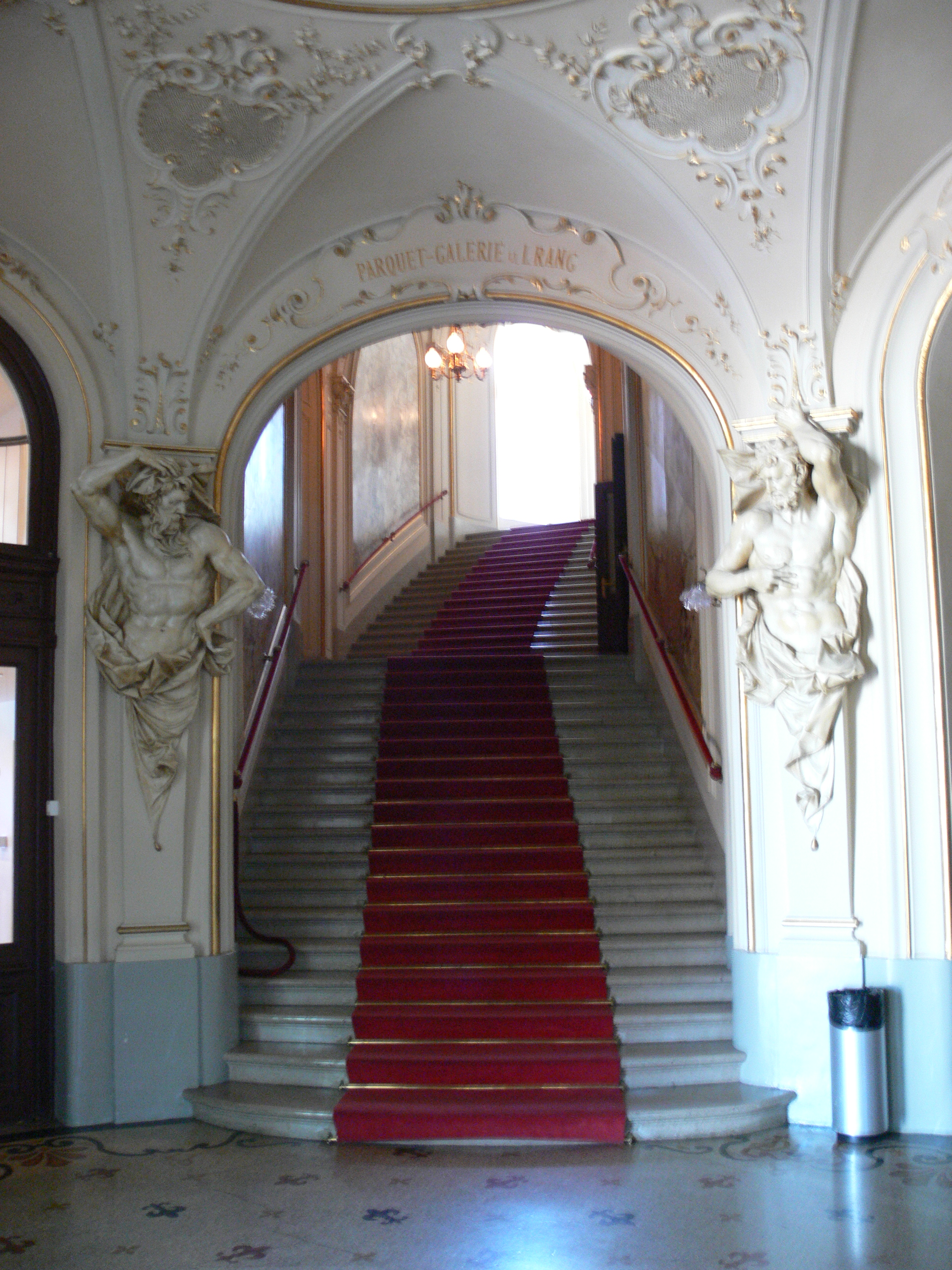
Лестница